# Атапуерка (Бургос)
Атапуерка (ісп. Atapuerca) — муніципалітет в Іспанії, у складі автономної спільноти Кастилія-і-Леон, у провінції Бургос. Населення — 208 осіб (2010).
Муніципалітет розташований на відстані близько 220 км на північ від Мадрида, 15 км на схід від Бургоса.
На території муніципалітету розташовані такі населені пункти: (дані про населення за 2010 рік)
- Атапуерка: 153 особи
- Ольмос-де-Атапуерка: 55 осіб

## Демографія
Динаміка населення (INE ):